# معركة الثمامي
معركة الثمامي، هي معركة حدثت عام ( 1239 هـ / 1823م) بين العمارات من عنزة بقيادة مشعان بن هذال ضد قبيلة مطير بقيادة فيصل بن وطبان الدويش، إنتهت المعركة بإنتصار العمارات من عنزة و قتل خالد الدويش وهزيمة قبيلة مطير.

## القصة
حينما انتخى ابن عريعر والعرب المجاورين له بـ مشعان بن هذال وطلوبه الرجوع لدياره لإن قبيلتي حرب ومطير حلّوا بديار قبيلة عنزه، فعادت قبيلة عنزه ومع عودتها تصادمت مع قبيلة مطير بمكان يُدعى الثمامة في نجد
فأنتصرت عنزه في تلك المعركة على قبيلة مطير، ومن تلك المعركة خرجت قصيدة الشيخه لـ مشعان بن هذال
ومعركة الثمامي يوم من أيام "مناخ العمار" وهذا المناخ سلسلة حروب بين عنزة ومطير وانتهى بانتصار عنزه واجلاء مطير عن مناطق عنزه.

## قصيدة مشعان بن هذال
قال الشيخ مشعان بن هذال
في ذلك اليوم لتأكيد انتصاره:
لابد ما ناتي لأبانات زوار
باسلاف عجلات تعدا المظاهير
وشدن وحطن الثمامي بالايسار
وخلن على المطران مثل المعاصير